# National Hockey League

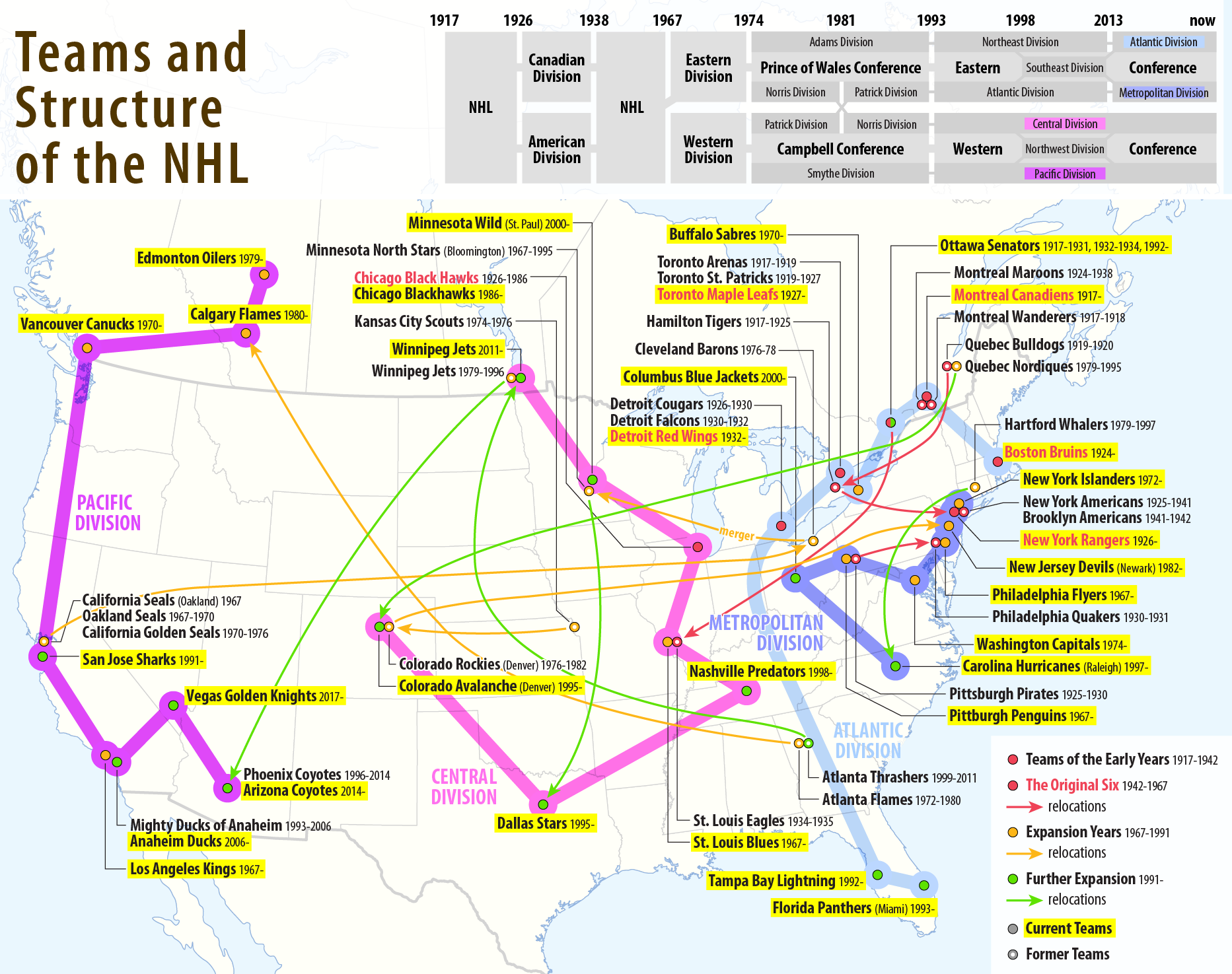
Az NHL játékrendszere és a részt vevő csapatok

A National Hockey League  (NHL) (franciául: Ligue nationale de hockey – LNH) egy profi jégkorongliga, melyben 32 észak-amerikai csapat – huszonöt amerikai és hét kanadai – szerepel. Az NHL-t tartják a világ vezető, legnagyobb jégkorong ligájának, így tagja az észak-amerikai profi sportligáknak. Minden szezon végén a legsikeresebb csapat Észak-Amerika legrégebbi trófeáját, a Stanley-kupát nyeri el.
A ligát a kanadai Montréalban alapították 1917-ben egy korábbi, 1909-től létező sportszövetségből, a National Hockey Associationből (NHA). A kezdetekben mindössze négy csapat lépett pályára, ám napjainkra – az NHL sorozatos átalakulásainak köszönhetően – már 32, ebből 25 amerikai, 7 kanadai. A 2004–2005-ös NHL-lockout után a liga helyzete mind anyagilag, mind nézettség szempontjából rendeződött.
Az NHL-ben számos tehetséges külföldi játékos is játszik. Jelenleg húsz ország sportolói szerepelnek a ligában, ám a kanadai jégkorongozók még mindig többségben vannak, hiszen hazájukból indult el ez a téli sport. Az elmúlt 25 évben az európai játékosok száma ugrásszerűen megnőtt, mivel az NHL a tehetséges európai játékosoknak is szereplést tud biztosítani.
A világ harmadik legnagyobb nézőszámú profi sportligája.

## Története

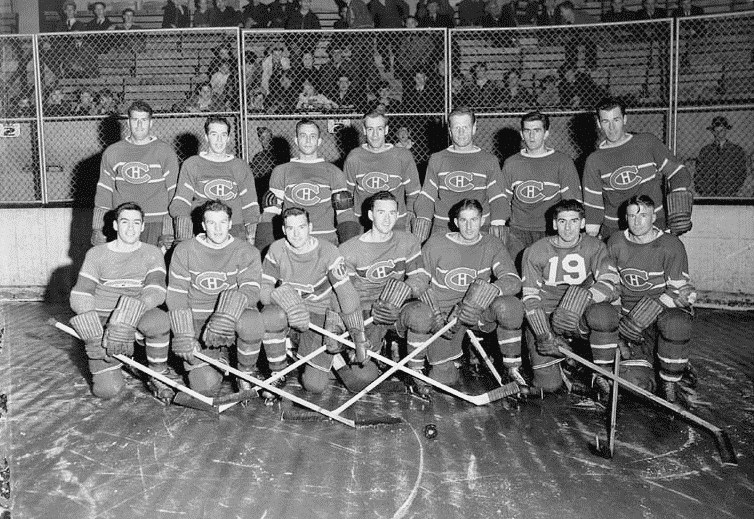
A Montreal Canadiens 1942-ben

| Csapat               | Győzelmek száma |
| -------------------- | --------------- |
| Montréal Canadiens   | 24              |
| Toronto Maple Leafs  | 13              |
| Detroit Red Wings    | 11              |
| Boston Bruins        | 6               |
| Chicago Blackhawks   | 6               |
| Edmonton Oilers      | 5               |
| Pittsburgh Penguins  | 5               |
| New York Islanders   | 4               |
| New York Rangers     | 4               |
| New Jersey Devils    | 3               |
| Tampa Bay Lightning  | 3               |
| Colorado Avalanche   | 3               |
| Philadelphia Flyers  | 2               |
| Los Angeles Kings    | 2               |
| Florida Panthers     | 2               |
| Anaheim Ducks        | 1               |
| Calgary Flames       | 1               |
| Carolina Hurricanes  | 1               |
| Dallas Stars         | 1               |
| Washington Capitals  | 1               |
| St. Louis Blues      | 1               |
| Vegas Golden Knights | 1               |

A National Hockey League-et 1917-ben, az egykori National Hockey Associationben szereplő néhány csapat tulajdonosa hozta létre. Az alapító csapatok a Canadiens, a Wanderers, a Senators és az akkor létrejött Toronto Arenas (később St. Patricks, ma pedig a Toronto Maple Leafs) volt. Az első évtizedben az NHL-es csapatok szinte verhetetlenek voltak. Mindössze egy ellenpélda van; 1925-ben a Stanley-kupát más ligából származó csapat nyerte, ezért 1926-ban szabálymódosítás következett, melynek értelmében csak az NHL-ben szereplő csapat nyerhette meg a kupát. Ezután kezdett bővülni az NHL: az első amerikai csapat a Boston Bruins volt. Ezt követte a Montréal Maroons, majd 1925-ben a New York Americans és a Pittsburgh Pirates, 1926-ban a New York Rangers, a Chicago Blackhawks és a Detroit Cougars. Így az NHL tíz csapatot számlált. A nagy gazdasági világválság és a második világháború miatt a ligát 1942-re mindössze hat együttes alkotta (Montréal Canadiens, Toronto Maple Leafs, Detroit Red Wings, Chicago Blackhawks, Boston Bruins és a New York Rangers). Ezekből a klubokból állt össze az Original Six az elkövetkező negyed században.
Az 1960-as évek közepén a ligát nyugtalanította a Western Hockey League azon terve, hogy ők is harcba szállnának a Stanley-kupáért. Ezért 20-as évek után ismét bővítés következett; az NHL-hez hat újabb csapat csatlakozott: a Philadelphia Flyers, a St. Louis Blues, a Minnesota North Stars, a Los Angeles Kings, az Oakland Seals és a Pittsburgh Penguins. Három évvel később növelték a ligában szereplő klubok számát a Vancouver Canucksszal és a Buffalo Sabres-szal.
1972-ben létrejött a World Hockey Association, de a Stanley-kupáért sosem versenyzett, így az nem lett az NHL riválisa. Az NHL tovább bővült a New York Islandersszel és az Atlanta Flames-szel (később Calgary Flames). Két évvel később a Kansas City Scouts és a Washington Capitals is csatlakozott a ligához. A két szövetség harcolt a játékosokért és a nézőkért, mígnem a WHA 1979-ben elvesztette ezt a csatát, mert a maradék hat csapatból négyet elveszített (Quebec Nordiques 1996-tól, Colorado Avalanche és Hartford Whalers 1997-től, Carolina Hurricanes, Edmonton Oilers és a Winnipeg Jets, ami 1996-tól Phoenix Coyotes).
A 80-as évekbeli stabilitást követően tíz év alatt kilenc új csapat lett a liga tagja. 1991-ben a San Jose Sharks csatlakozott, majd egy szezonnal később az Ottawa Senators visszatért, és ugyanekkor megalakult a Tampa Bay Lightning is. 1993-ban újabb két csapatot alapítottak: a Mighty Ducks of Anaheimet és a Florida Pantherst. 1998-ban jött a Nashville Predators, egy évvel utánuk az Atlanta Thrashers és a Minnesota Wild, 2000-ben pedig a Columbus Blue Jackets. Így lett a liga mára 30 csapatos. A 2010-11 szezon végén az atlantai csapat Winnipegbe költözött, ahol Winnipeg Jets név alatt játszanak a 2011-12 szezontól kezdve; ezúttal véget ért Winnipeg 15 évig tartó hoki nélküli korszaka.
A 2017-18-as szezonban új csapattal bővült a bajnokság, a Vegas Golden Knights-cal, aminek a székhelye nevadai Las Vegasban található. Az új csapat a nyugati főcsoport csendes-óceáni divíziójában foglal helyet.
A 2021-22-es szezonban új csapat csatlakozott a bajnoksághoz, a washingtoni Seattle-ben található Seattle Kraken, ezzel újra működik a városban NHL-csapat a Seattle Metropolitans 1925-ös megszűnése óta.
A 2023-24-es szezon alapszakaszának végén az Arizona Coyotes csapata a Utah állambeli Salt Lake City-be költözött és Utah Hockey Club néven a Delta Centerben játszik.

### A liga vezetői
| Időszak                             | Név              |
| ----------------------------------- | ---------------- |
| 1917-1943                           | Frank Calder     |
| 1943-1946                           | Red Dutton       |
| 1946-1977                           | Clarence Campbel |
| 1977-1992                           | John Ziegler     |
| 1992. június 30. – 1993. január 31. | Gil Stein        |
| 1993. február 1. – napjainkig       | Gary Bettman     |

## A játék

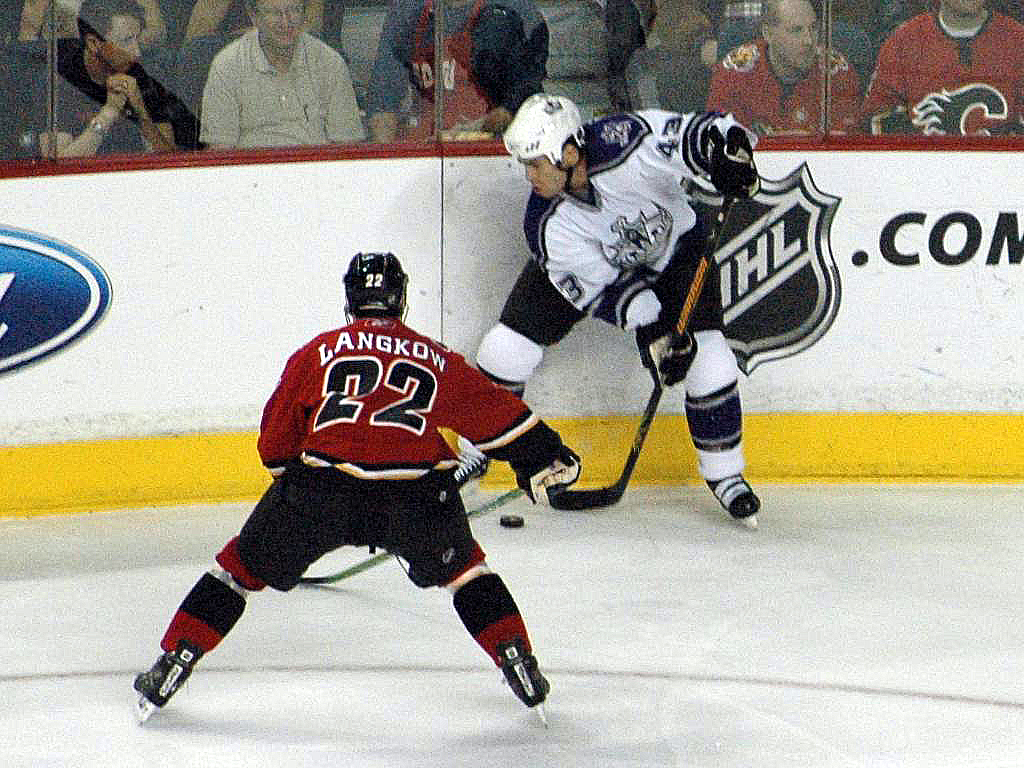
Jelenet egy Flames-Kings összecsapásból

Egy mérkőzés 60 percből áll, amit három 20 perces harmadra osztanak, a harmadok közötti szünet időtartama 18 perc. Amerikában játék közben tévés reklámszüneteket tartanak, mindegyik harmadban hármat, amelyeket nagyjából a 6., a 10. és a 14. percben iktatnak közbe akkor, amikor a játék megáll.
A csapatok 5-5 mezőnyjátékossal és 1-1 kapussal játszanak. Az a csapat nyer, amelyik több gólt lő a játékidőben. Döntetlen esetén hosszabbítás következik. Az alapszakaszban a hosszabbítás öt perces, és ekkor már csak 4-4 mezőnyjátékos játszik, plusz a kapusok. A hosszabbításban hirtelen halál (másképp aranygól) van, ami azt jelenti, hogy az első gólt szerző csapat nyeri a mérkőzést. Ha a hosszabbításban sem esik gól, akkor szétlövés (shootout) következik. Ez azt jelenti, hogy csapatonként 3-3 játékos büntetőt lő. Jégkorongban a büntető lövés azt jelenti, hogy a játékos a korongot a kezdő pontról a kapura vezeti, és megpróbálja a kapuba juttatni. Lehet cselezni, trükközni, de csak egyszer lehet ellőni a korongot, és az alapvonalon túlról már nem lehet. Az a csapat nyer, amelyik több büntetőt érvényesít. Ha három büntető után is döntetlen az állás, akkor egyesével lőnek a csapatok, és ilyenkor addig büntetőznek, amíg az egyik csapat elhibázza, a másik pedig belövi. A 2005–2006-os szezon előtt nem ez a szabály volt érvényben, ha nem esett gól a hosszabbítás öt percében, akkor döntetlen maradt a játék.
A rájátszásban döntetlen esetén a hosszabbítás addig tart, amíg nem esik gól, azaz ilyenkor nincs szétlövés. Ekkor szintén 20 perces harmadokat játszanak 5-5 mezőnyjátékossal. Így eshet meg, hogy a rendes három harmad mellett néha még 3-4 harmadot játszanak a csapatok a hosszabbításban, amíg a győztes gólt valamelyikük beüti. A rájátszás hosszabbításában nincs televíziós szünet.

Játék eseményeiről statisztikákat vezetnek (például góllövők, gólpasszt adók, a kapus védései stb.). A büntetőlövéseknél a gólok és a védések nem számítanak bele a mérkőzés statisztikájába, azokról külön összeállítást készítenek.

## A pálya

Az NHL-es jégkorong pálya :
1. Büntető pad
2. Kispadok
3. A videó és egyéb bírák padja

A jégkorongot téglalap alakú pályán játsszák, amelynek a sarkai le vannak kerekítve. A játékteret palánk veszi körbe, aminek a felső része rugalmas plexi, ami megvédi a nézőket a korongtól és a nagy erővel nekicsapódó játékosoktól. A kapu mögötti plexi felett még háló is van kifeszítve, hogy a magas, nagy erővel lőtt korongok ne repülhessenek ki a nézőtérre. Egy NHL szabvány méretű pálya 25,91 m széles és 60,92 m hosszú (85 láb, 200 láb). Európában nagyobb a pálya mérete. Középen található egy vastag piros csík, ami a felező vonal. A pályán van még két darab kék vonal, amelyek hozzávetőlegesen harmadolják a pályát. A középső harmad a semleges harmad, a másik kettő a támadó, illetve védekező harmad. A sarkok görbületének kezdetén található az alapvonal, ami a kapunál a gólvonal szerepét tölti be. A 2005–2006-os szezontól kezdve a kapuk mögött található egy trapéz alakú terület, és a kapus az alapvonal mögött csak ott érhet hozzá a koronghoz, ha ezen kívül érinti, akkor 2 perces kisbüntetést kap. A kapu előtt van egy kékre festett terület ami a kapusé (az NHL-ben már nincs arra szabály, hogy támadó játékos nem tartózkodhat ott). A semleges zónában a bírák padja előtt van egy terület, amit piros vonal jelöl. Ez a játékvezetők területe, amit akkor használnak, ha a bírákkal beszélnek meg egy vitatott esetet. Ilyenkor ebben a zónában játékos nem tartózkodhat.

## Szabályok
Az NHL szabályai nem sokban térnek el a Nemzetközi Jégkorongszövetség (IIHF) szabályaitól. A 2004–2005-ös NHL-lockout után eltörölték a kétvonalas lest, hogy a játék gyorsabb legyen. A kétvonalas les azt jelenti, hogy a passz a védekező zónából indul, és a semleges harmad második felében ér el a játékoshoz, vagyis két vonalon halad át. A másik eltérés a nemzetközi jégkorongtól a tilos felszabadítás. Ez azt jelenti, hogy a védekező csapat kiüti a korongot a védekező harmadból, és az túlhalad a pálya másik végén levő alapvonalon. Európában ilyenkor megáll a játék, és a korongot visszaviszik a támadó harmadba, és ott folytatódik a játék. Az NHL-ben viszont a korong után lehet korcsolyázni, és ha a védekező játékos éri el hamarabb, akkor folytatódik a játék, ha viszont a támadó játékos éri el, akkor visszaviszik bulizni a támadó harmadba.
AZ NHL és az IIHF között eltérés van a szabálytalanságok terén is. A kisbüntetések ugyanolyanok, de míg az NHL-ben nagyobb a tolerancia, addig Európában sokkal könnyebben osztanak ki nagybüntetéseket (5 perc) és 10 perces büntetést vagy teljes kizárást. Európában a verekedésért kizárás jár, míg az NHL-ben csak 5 perc, és utána vissza lehet térni. Ha valaki szabálytalankodik, akkor 2 perces kisbüntetésre kiül a büntetőpadra, és addig a csapata emberhátrányban játszik. Ha az emberhátrányban játszó csapat közben gólt kap, akkor a kiállított játékos visszajöhet a jégre. Ha nagybüntetéssel küldenek ki valakit, az gól esetén sem jöhet vissza, csapata az 5 perc leteltéig emberhátrányban játszik. Ha kapus szabálytalankodik, akkor egy mezőnyjátékos ül ki helyette a büntetőpadra, és szintén emberhátrányos helyzetbe kerülnek.

## Résztvevők

### Jelenlegi csapatok
Az NHL-t 1917-ben alapították, mindössze négy csapattal. Az idők folyamán a csapatok száma növekedett, de más változások is történtek; sok csapat megszűnt vagy átköltözött más városba. Ma már 32 klub alkotja az NHL-t, ezek közül 25 csapat USA-beli és hét Kanadai. A csapatok között a Montréal Canadiens a legsikeresebb a maga 24 Stanley-kupa-győzelmével. Összehasonlítva ezt a teljesítményt a többi nagy sporttal, az Amerikai Egyesült Államokban csak a New York Yankees nyert több bajnoki címet. A második legsikeresebb együttes a Toronto Maple Leafs 13 kupával, de már 1967 óta nem sikerült győztesként kikerülniük a döntőkből. Az amerikaiak közül a Detroit Red Wings a legeredményesebb 11 győzelemmel. A leghosszabb kupagyőzelmi sorozatot a Canadiens érte el: 1956. és 1960. között ötször diadalmaskodtak.
A liga a keleti és a nyugati konferenciára oszlik. A két konferencia további két csoportból áll. Ezekben 2021-től 8-8 csapat szerepel.

## A szezon szerkezete
Egy NHL szezon két részre oszlik: az alapszakaszra és a rájátszásra. Az alapszakasz október első hetében kezdődik és április elejéig, közepéig tart. A rájátszás ezután pár nappal kezdődik és legfeljebb június elejéig tart. A rájátszást már kieséses rendszerben bonyolítják le. Ez azt jelenti, hogy egy párharcban az a csapat jut tovább, amelyik előbb nyer meg négy mérkőzést az ellenfele ellen. A rájátszás győztese nyeri el a Stanley-kupát.

### Az alapszakasz
Az alapszakaszban minden csapat 82 mérkőzést játszik (41-et otthon, 41-et idegenben). Jelenleg a 82-ből 32 mérkőzést a saját csoportjában szereplő csapatokkal játszanak (nyolc mérkőzés minden egyes divízió-ellenfél ellen), 40-et pedig olyan csapatok ellen, amelyek nem csoportellenfelek (ezek a csapatok ugyanabban a konferenciában játszanak, csak más osztályban, minden csapat ellen négy mérkőzést). A maradék tíz mérkőzésen olyan együttesek ellen játszanak, amelyek másik főcsoportban szerepelnek. Ez a tíz mérkőzés minden évben más klubbal történő játékot jelent, vagyis rotációs rendszert alkalmaznak. Az alapszakaszban egy győzelemért két pont jár. A hosszabbításos vereségért egy pont, a szétlövéses vereségért szintén egy pont jár. A sima vereségért nem jár pont.

### A rájátszás
A rájátszásba konferenciánként az a 8–8 csapat jut be, amelyeknek a legtöbb pontjuk van az alapszakasz végén. A többiek nem játszanak többet abban a szezonban, de nem esnek ki (mint az európai labdarúgásban), a NHL-ben nincsenek alsóbb osztályok. A csoportgyőztesek jutnak be az első három helyen, még akkor is, ha kevesebb pontjuk van, mint a negyediknek. Az alapszakasz győztese kapja az Elnöki trófeát. A rájátszás első fordulójában mindig a magasabban kiemelt csapat játszik az alacsonyabban kiemelt csapattal (1–8, 2–7, 3–6 és 4–5). Az a csapat jut tovább, amelyik előbb szerzi meg a negyedik győzelmet. Erre maximum hét mérkőzésen sor kerül. Mindig az előrébb végzett együttes kezd otthon. Két mérkőzés otthon, kettő idegenben, és utána felváltva játszanak a hetedik mérkőzésig. A döntőt a két főcsoport győztese játssza.

## Híres játékosok

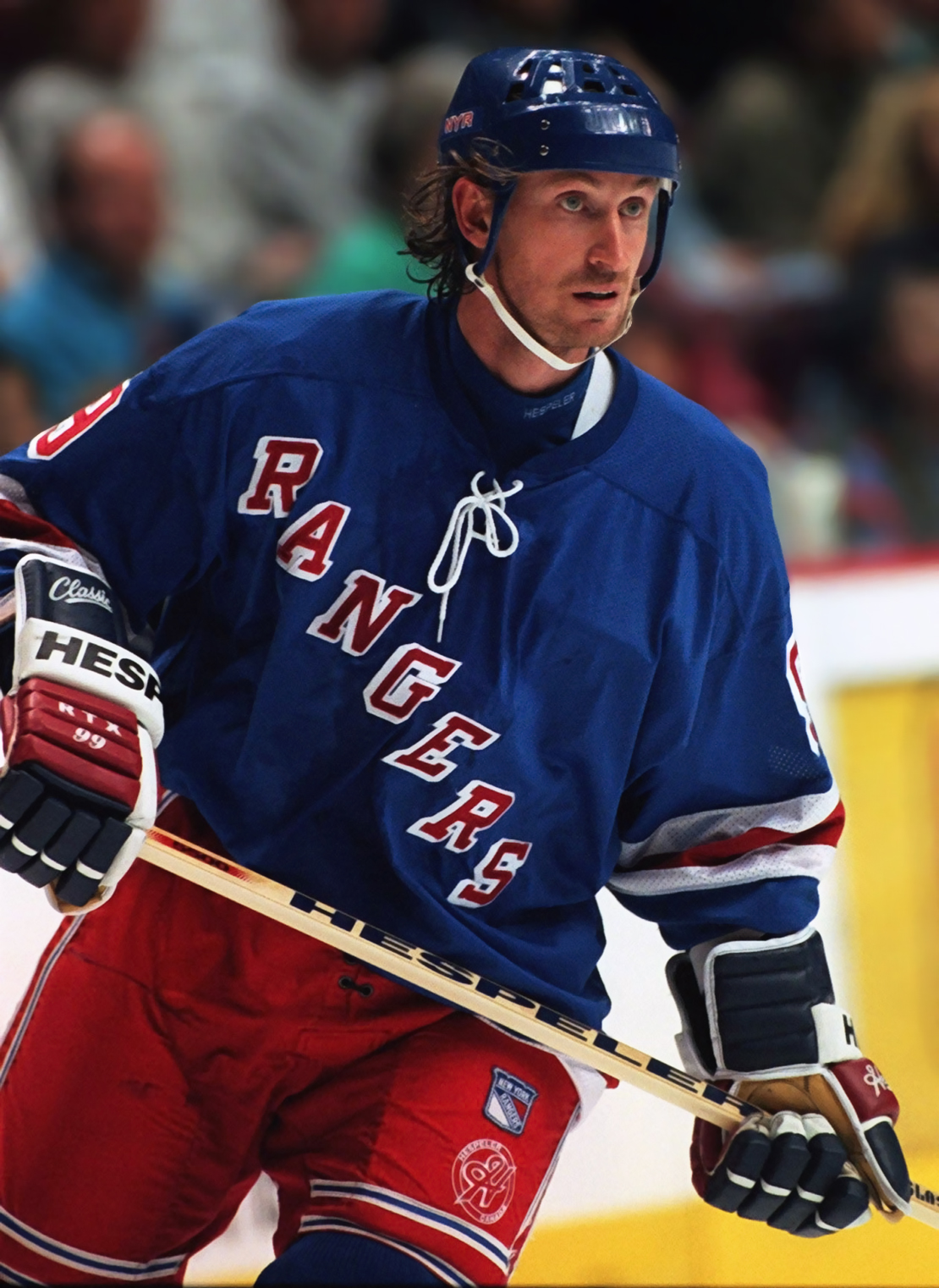
Wayne Gretzky

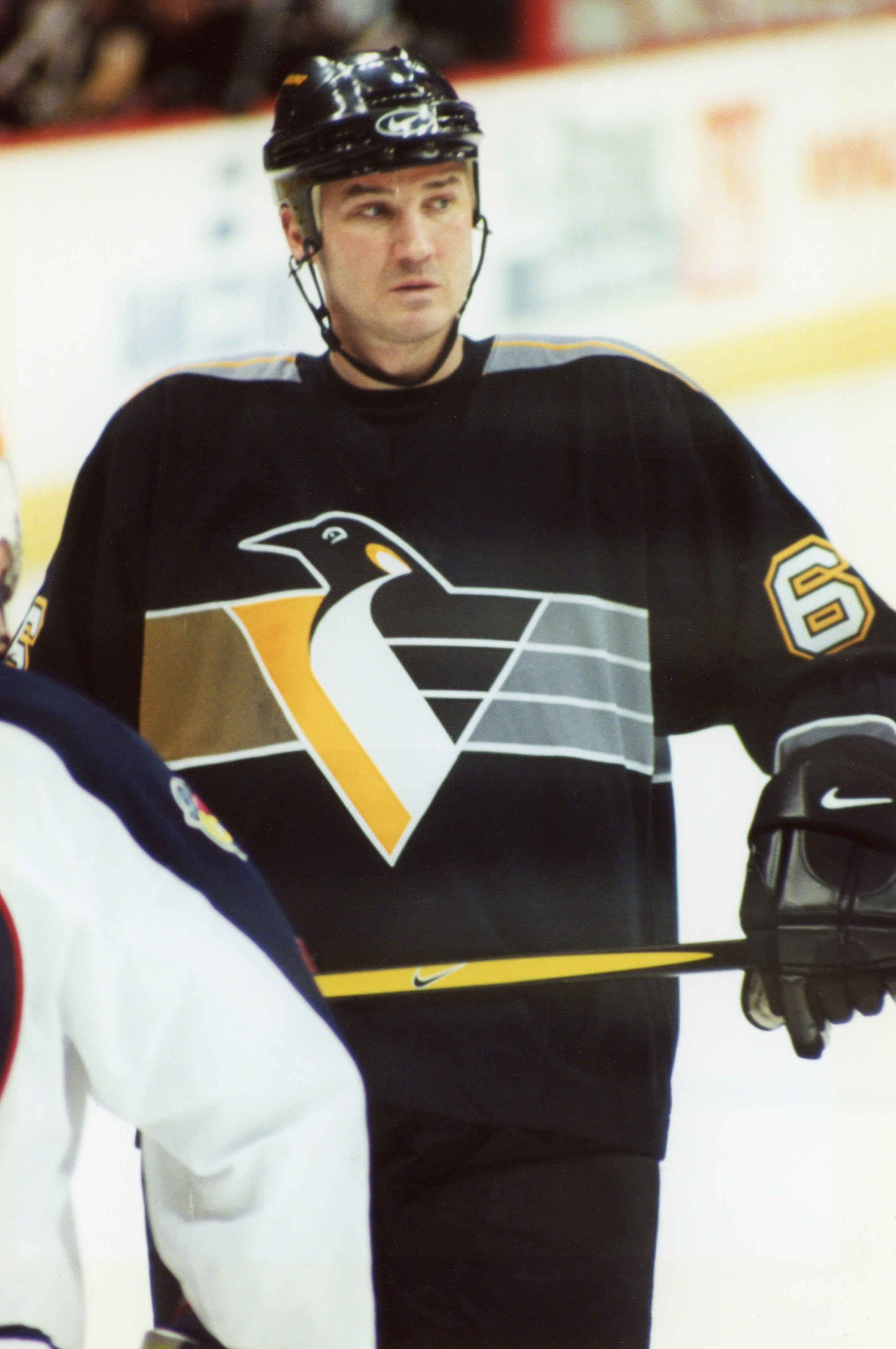
Mario Lemieux

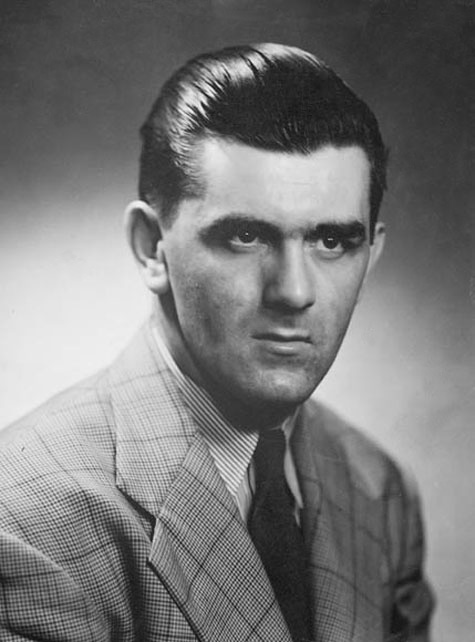
Maurice Richard

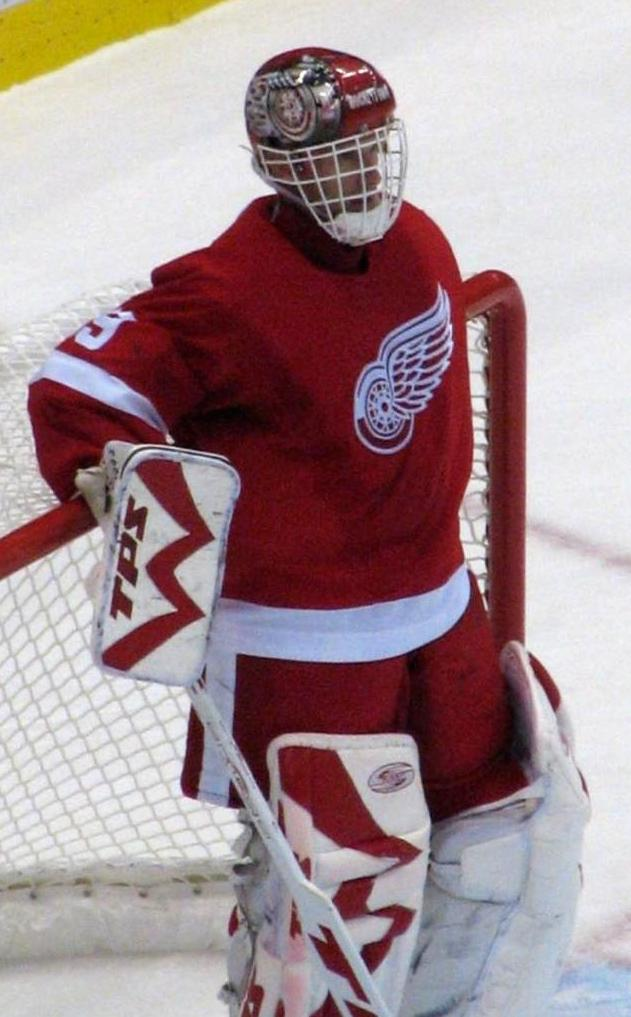
Dominik Hasek

Mint minden sportban, az NHL-ben is játszottak híres és nagy játékosok. Minden idők legnagyobb jégkorongozói közé tartozik Wayne Gretzky, aki több tucat rekordot tart. Őt csak a "The Great One"-nak hívták. 99-es mezszámát visszavonulása után az egész ligában visszavonultatták, vagyis senki nem hordhatja többé (általában más országokban sem viselnek 99-es mezt).
A másik nagy játékos, aki egy időben játszott Gretzky-vel, Mario Lemieux, aki csak a Pittsburgh Penguinsben játszott. Ö lehetett volna az, aki megdönthette volna Gretzky rekordjait, de krónikus hátfájása és rákbetegsége (Hodgkin-kór) miatt 1997-ben idő előtt visszavonult. 2000-ben még visszatért, de 2006 elején szívritmus zavarok miatt végleg vissza kellett vonulnia.

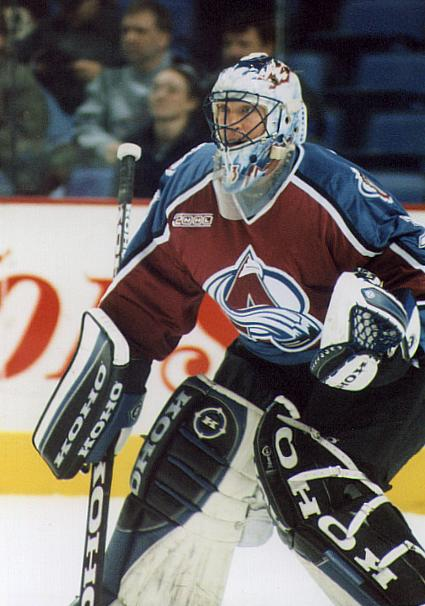
Patrick Roy

Természetesen nem csak az 1980–1990-es években voltak nagy játékosok. Bobby Orr, akit minden idők legnagyobb védőjének tartanak, az 1960-as évek végen és az 1970-es években játszott. Ő az egyetlen védő, aki pontkirály tudott lenni. Neki a térde volt az Achilles-sarka, és ő is idő előtt tette el az ütőt. Az említett három játékosban az a közös, hogy visszavonulásuk után még abban az évben beválasztották őket a Jégkorong Hírességek Csarnokába, ahova csak a legjobb sportolók kerülnek be. Orr csapattársát, Phil Espositót tartották a legsikeresebben a 60-as évek végén, a 70-es évek elején. Akkoriban elképesztő és megdönthetetlennek hitt rekordokat állított fel (76 gól egy szezonban, 152 pont egy szezonban). Gordie Howe (akit csak Mr. Jégkorongnak hívtak) volt Gretzky előtt sok mindenben a csúcstartó (legtöbb gól és pont a pályafutás alatt). Ő még 52 évesen is játszott az NHL-ben.
Amikor a New York Islanders verhetetlen volt a 80-as évek elején, akkor olyan játékosok játszottak a csapatban, mint Mike Bossy, Bryan Trottier, Butch Goring és Bob Nyström. A 70-es évek nagy játékosa volt Guy Lafleur is, aki három pontkirályi címmel büszkélkedhet. A 60-as években Bobby Hull és Stan Mikita harcoltak egymás ellen a pontkirályi címért. Az 50-es évek legendás védője volt Doug Harvey, aki hét alkalommal lett a legjobb védő. Azóta olyan legendás védők játszottak az NHL-ben, mint Denis Potvin, Paul Coffey, Ray Bourque, Brian Leetch és Al MacInnis. Maurice Richardot tartják minden idők legnagyobb góllövőjének, róla nevezték el a gólkirályi trófeát is. Ő volt az első, aki 50 gólt lőtt egy szezonban, valamint 50 gólt 50 mérkőzen. Szintén ő volt az, aki először érte el az 500 gólos határt. Kapus poszton meg kell említeni Patrick Royt, aki a Hírességek csarnokának tagja, Jacques Plante-ot aki szintén tag, Dominik Hašeket, aki a valaha volt egyik legjobb hálóőr, vagy Martin Brodeurt, aki az NHL-csúcstartója a legtöbb nyert mérkőzéssel és a legtöbb kapott gól nélküli meccsel és számos más rekorddal. De ide tartoznak hőskorban játszott kapusok, mint Clint Benedict, Charlie Gardiner, Georges Vézina és Terry Sawchuk. A hőskorban sok olyan játékos játszott, akiknek a tiszteletére mai trófeákat neveztek el. Az amerikaiak büszkesége volt Joe Mullen, Pat LaFontaine, Mike Modano, a védő Phil Housley és a szintén védő Brian Leetch, vagy a jelenleg is aktív chicagói Patrick Kane.

## A játékosok származása
Az NHL-ben a játékosok döntő többsége kanadai és amerikai, mellettük jelenleg tizennyolc nemzet képviselői is játszanak a ligában. Az első külföldi játékosok főleg svédek és finnek voltak. A szovjet blokk szétesése után már az ottani jégkorongosok is szabadon mehettek az NHL-be játszani, és a liga tárt karokkal várta a tehetséges játékosokat. Előbb azonban át kell esniük a drafton. Napjainkban sok orosz, cseh, szlovák, ukrán, kazah és fehérorosz játszik a ligában.

## Díjak, trófeák

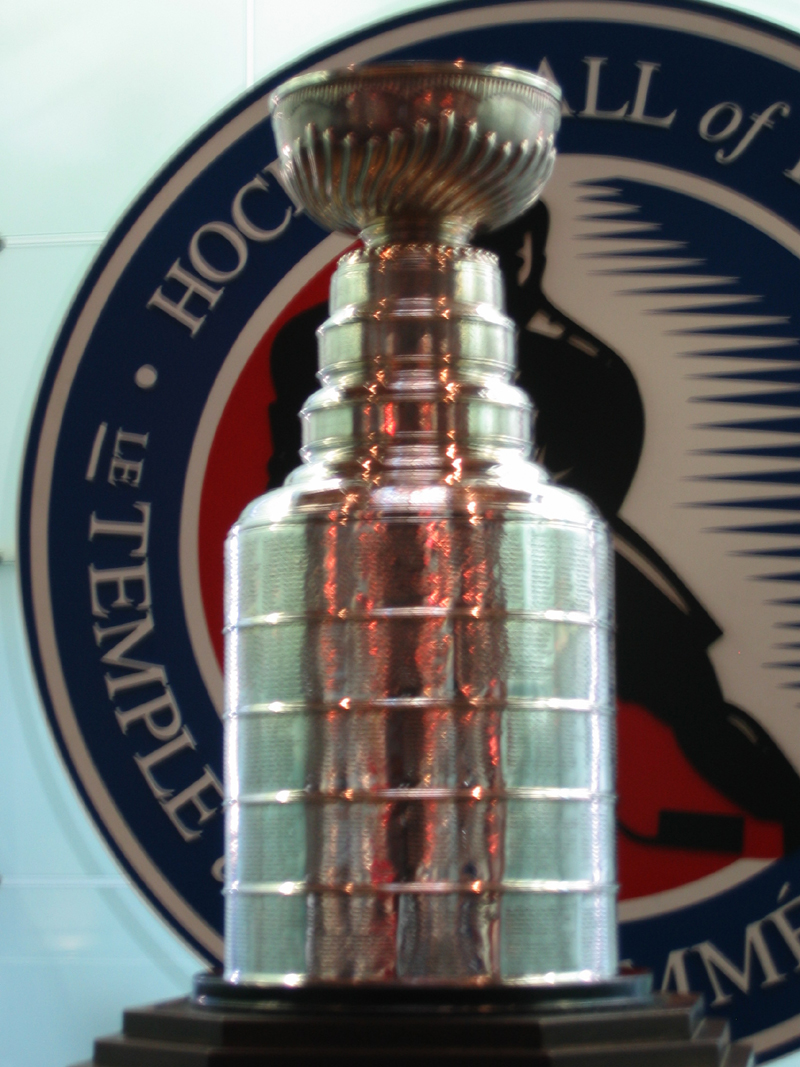
A Stanley-kupa

### Csapatok trófeái
Stanley-kupa (Stanley Cup): A bajnoki cím jelképe. A kupa ezüstből készül, melynek magassága 19 cm (7,5 hüvelyk), átmérője 29,2 cm (11,5 hüvelyk). Az aktuális bajnokcsapat tagjainak a neve minden évben felkerül a kupára egy ezüstgyűrű formájában. Ezen a játékosokon kívül rajta van a klubtulajdonos és az összes kisegítő alkalmazott neve is, ebből adódóan a kupa mérete mára már meghaladja az egy métert is.

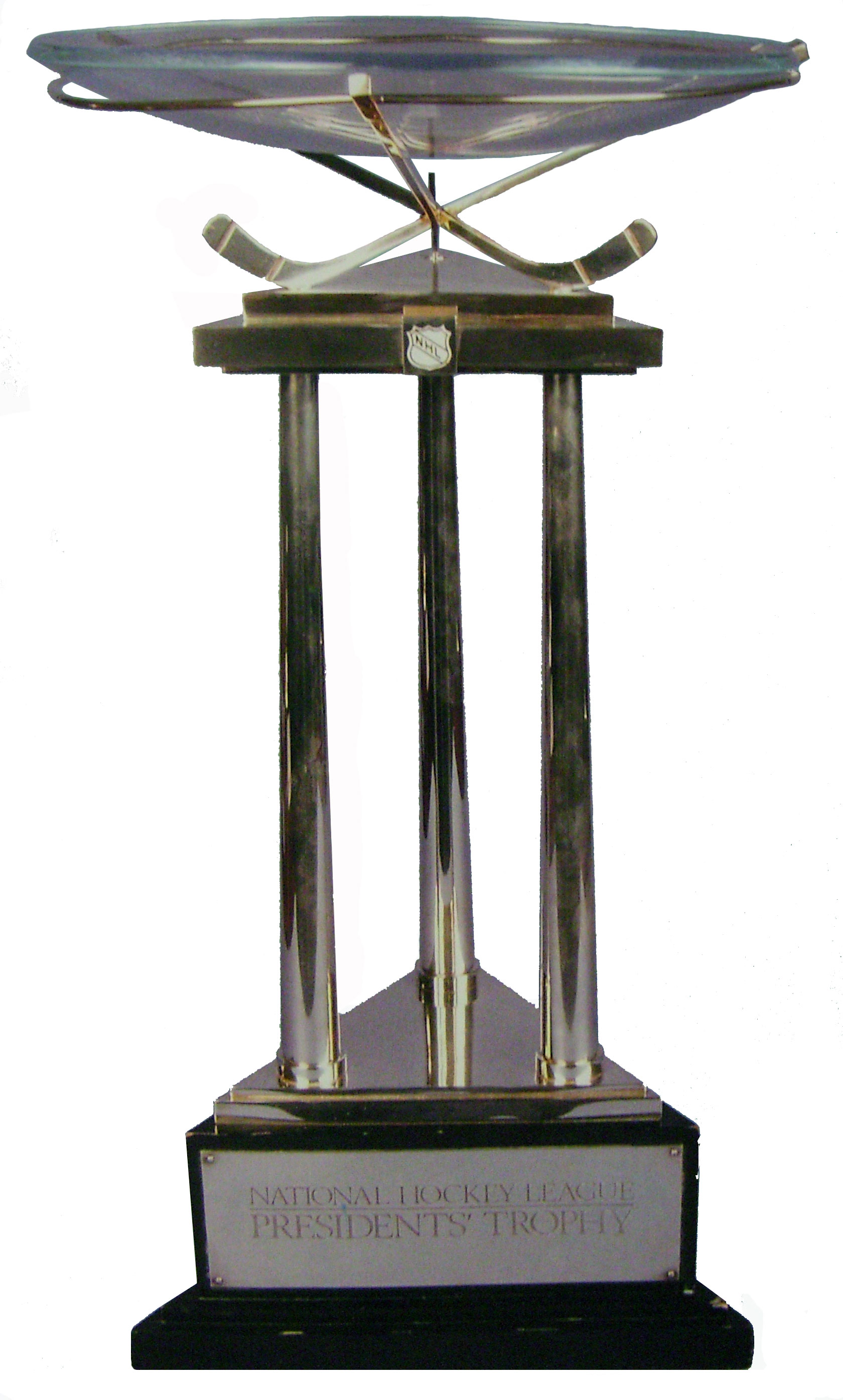
Az Elnöki trófea

Eredetileg Dominion Hockey Challenge Cup volt a neve, és két ottawai férfi hozta létre. Az egyik Lord Kilcoursie, az Ottawa Rebels hokiklub tagja, a másik egy angol, Lord Stanley, kanadai kormányzó, Preston grófja. 1892. március 18-án ők vetették fel a helyi jégkorong klubcsapatok kupájának ötletét. Az első győztes a „Montréal Amateur Athletic Association” volt 1893-ban. Érdekesség, hogy Lord Stanley soha nem látott egyetlen meccset sem, és soha nem adhatta át az ő nevével fémjelzett kupát, mivel az alapítás után hazautazott Angliába.
Az Elnöki Trófeát (President Trophy) 1986-ban alapították, és az az csapat kapja meg, amelyiknek a legtöbb pontja van az alapszakasz végén. A Clarence S. Campbell Bowlt 1968-ban alapították. 1994 óta az a klub kapja meg, amelyik a rájátszásban megnyeri a Nyugati főcsoportot. 1975–1994 között a Campbell konferencia győztese kapta, az előtt pedig a Nyugati divízió győztese kapta. A Prince of Wales-trófea 1924-ben került először kiosztásra, és 1994-től az a csapat kapja, amelyik a rájátszásban megnyeri a Keleti főcsoportot. Azelőtt a trófeát az NHL rájátszás bajnoka (1924–1926), utána az alapszakasz bajnoka (1927, 1939–1967), az Amerikai divízió bajnoka (1928–1938), a Keleti divízió bajnoka (1968–1974) és a Wales konferencia bajnoka (1975–1993) kapta.

### Játékosok trófeái

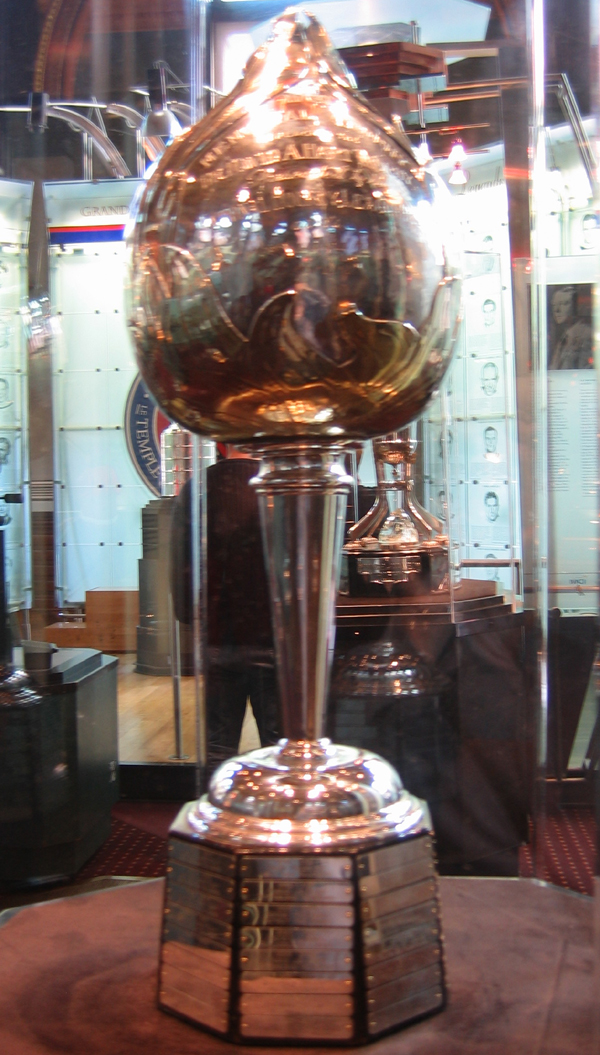
A Hart-emlékkupa a Hírességek Csarnokában

Az Art Ross-trófea az egyik legértékesebb egyéni díj, melyet 1948-ban alapították Art Ross emlékére. Az a játékos kapja meg, akinek a legtöbb pontja van az alapszakasz végén. Ha két játékosnak egyenlő pontja van, akkor az kapja, akinek több a gólja (a csúcstartó Wayne Gretzky, a maga 10 trófeagyőzelmével).
A Hart-emlékkupa szintén a négy legértékesebb trófea közé tartozik, amit az alapszakasz MVP-je kap meg. A trófeát 1924-ben alapították. A Ted Lindsay-díj is a nagy négyes tagja. 1971-ben alapították, és az NHLPA szerint az alapszakasz legjobbját díjazzák vele. A díj régi neve Lester B. Pearson-díj volt, de 2010. április 29-én az NHL bejelentette, hogy a díjat átnevezik és az új névadó Ted Lindsay lett, aki a Detroit Red Wings legendás játékosa volt 1944 és 1957 között. A Maurice „Rocket” Richard-trófea az egyik legfiatalabb cím. 1999-ben hozták létre Maurice Richard emlékére és az alapszakasz gólkirálya kapja. A Conn Smythe-trófea az egyetlen egyéni díj, amit a rájátszásban lehet kapni, 1965-ben alapították. A rájátszás legértékesebb játékosát ismerik el vele, ám ez nem mindig a pontkirály és nem is mindig a győztes csapat soraiból kerül ki. A Calder-emlékkupa az újoncok kupája, amit 1937-ben alapítottak és a legjobb újonc kapja meg az évad végén. A James Norris-emlékkupa a védők kupája, 1954-ben hozták létre. Az a védő kapja meg, aki a legjobb a posztján, függetlenül attól, hogy mennyi pontot szerzett. A Lady Byng-emlékkupa a szabályosan játszók kupája. Természetesen nem elég szabályosan játszani – kevés büntető percet szerezni –, jól is kell játszani a szezon során. Ez a második legrégebbi egyéni cím, 1925-ben alapították. A Frank J. Selke-trófea a legjobb védekező csatárok trófeája, 1978-ban alapították. Az a csatár kapja, aki a szezon során a legjobb védekezési képességeket mutatja, és emellett mint csatár sem utolsó.

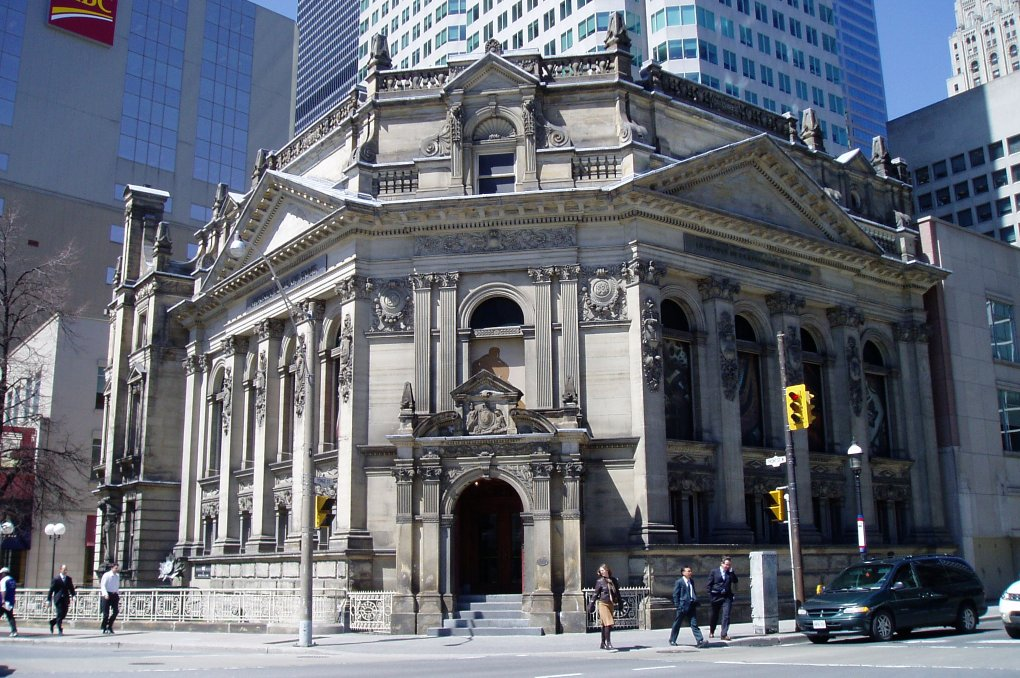
A Jégkorong Hírességek Csarnoka Toronto belvárosában

A Bill Masterton-emlékkupa (1968.) csak egyszer osztható ki egy játékosnak a pályafutása alatt. Az a játékos kapja, aki a sportszerűség és a kitartás kiválósága, például elszenvedett egy súlyos sérülést vagy betegséget, de utána talpra állt és nagyszerűen teljesített. A NHL Plus-Minus Award-ot (1982-ben alapították) az a sportoló kapja, akinek a +/- mutatója a szezon során a legjobb. 2006-ban alapították a Mark Messier Leadership Awardot, amit a legendás Mark Messierről nevezték el. Ezt a díjat az a játékos kapjhatja, aki a csapatának a vezére a jégen és azon kívül az alapszakasz során. A kapusoknak kettő trófea jár (természetesen ők is lehetnek MVP-k). Az egyik a Vezina-trófea, ami a legrégebbi (1927) és a legértékesebb a három közül. Az a kapus kapja, akit a legjobbnak választanak (nem mindig a győzelmek számát veszik alapul). A másik trófea a William M. Jennings-trófea, ezt 1982-ben alapították. Az a kapus (vagy kapusok) kapja, aki a legkevesebb gólt kapja a szezon során. Ehhez minimum 25 mérkőzésen kell jégre lépnie. Volt egy harmadik kapusoknak járó elismerés is, a Roger Crozier Saving Grace Award, amely a legjobb védési hatékonyságért jár. Ebben az esetben is minimum 25 mérkőzésen kellett jégre lépni. Ez az egyik legfiatalabb díj volt, 2000-ben alapították és 2007-ben meg is szüntették. Az edzők kaphatják az 1974-es születésű Jack Adams-díjat, amit az alapszakasz legjobb edzője kap – ám nem mindig a legjobb csapat edzőjének ítélik oda. Például ha egy gyengébbnek ítélt csapat bejut a rájátszásba, akkor az edző jó eséllyel elnyerheti a címet. Vannak még különdíjak, amiket akár visszavonult jégkorongozók is kaphatnak. Az egyik a King Clancy-emlékkupa (1988-ban hozták létre), amit azok kapnak, akik a jégen és az életben is példamutatóak, valamint humanitárius cselekedetek fűződnek a nevükhöz. A Lester Patrick-trófea (1966-ban alapították) a jégkorong érdekében kifejtett kiemelkedő tevékenységért ítélhető oda. Ezt nem csak játékos kaphatja meg, hanem szakemberek és vezetők is.

## Televízió és rádió

### Kanada
Kanadában a National Hockey League mérkőzéseit a Canadian Broadcasting Corporation (CBC) és a The Sports Network (TSN) sugározza. A helyi és regionális meccseket szolgáltatók hálózatán tekinthetik meg a nézők. A francia nyelvűeket a Réseau des sports (RDS) és a Réseau Info-Sports (RIS) közvetítette korábban, ezeket felváltotta a Radio-Canada (a CBC francia nyelvű társasága), ez vitát okozott Kanadában. A Hockey Night in Canadát – Jégkorong Éjszaka Kanadában – a nagy múlttal rendelkező műsort, melyet első alkalommal 1952-ben vetítettek, minden szombaton tekinthetik meg a CBC nézői. A rájátszás ideje alatt a CBC sugároz minden mérkőzést, beleértve a kanadai csapatok meccseit és a Stanley-kupáért vívott harcokat (a döntőkben), a TSN-en tekinthetők meg a többi három kör eseményei.

### Egyesült Államok
Az Egyesült Államokban az NHL mérkőzéseket a Versus kábeltelevízió (korábban Outdoor Life Network és OLN) és az NBC közvetíti. Az NBC felváltotta a korábbi sugárzót, az ABC-t és részesedési szerződést kötött az NHL-lel. A Versus csatorna az ESPN helyébe lépett egy 120 millió dolláros szerződéssel (és az ESPN-nel kötött részesedési egyezséggel), mint kábelszolgáltató, Comcast néven.
A Versus-nak körülbelül 20 millióval kevesebb előfizetője volt, mint az ESPN-nek, mikor elkezdték az NHL mérkőzések közvetítését, de a Comcast a digitális adásról áttért az analóg rendszerre, hogy még több ember számára elérhetővé tegye e műsorok megtekintését.
Az NHL története alatt a 2007-es Stanley-kupa döntők voltak a legkevésbé nézettek az Egyesült Államokban. Az NBC nézettségi mutatói a korábbi szezonokhoz képest 20%-kal csökkentek, ami negatív rekordnak számít.
2007. július 1-jétől az XM Satellite Radio az NHL hivatalos műholdas rádióközvetítője. 2005 és 2007 között az NFL közvetítésének jogán az XM és a Sirius Satellite Radio osztozott. Később az XM-en követhették nyomon az érdeklődők a meccsek 80%-át (beleértve a rájátszást és a döntőket), majd a 2007–2008-as szezontól minden mérkőzést.

## Népszerűség
Amerikában négy nagy profi liga van: az MLB, az NBA, az NFL és az NHL. Ezek közül az NHL rendelkezik a legkevesebb szurkolóval, nézővel, bevétellel és szponzori pénzzel, viszont Kanadában ez fordítva van. Ott ez a legnépszerűbb a négy nagy közül, de Kanada a kevesebb lakos miatt viszonylagosan kis piacnak számít.